# Assemblée générale de l'Union astronomique internationale de 1979
17e assemblée générale de l'Union astronomique internationale
La 17e assemblée générale de l'Union astronomique internationale s'est tenue en août 1979 à Montréal, au Canada.